# Дитрих I фон Бикенбах
Дитрих I фон Бикенбах (на немски: Dietrich I von Bickenbach; * пр. 1357; † 24 август 1403) е господар на Бикенбах и Хоенберг.

## Произход
Той е син на Конрад IV фон Бикенбах 'Стари' († 1374) и съпругата му Кристина фон Хоенберг († сл. 1357/пр. 1365), дъщеря на Дитрих фон Хоенберг и Елизабет фон Кастел. Внук е на Конрад III фон Бикенбах († 1354). Брат е на Конрад VI фон Бикенбах, господар на Хоенберг, бургграф на Милтенберг († 1429) и на Дитрих 'Млади' фон Бикенбах († 1374).
Дитрих I фон Бикенбах умира на 24 август 1403 г. и е погребан в Хоенберг.

## Фамилия
Дитрих I фон Бикенбах се жени ок. 1375 г. за Агнес фон Изенбург-Бюдинген († 1403/пр. 1404), дъщеря на граф Хайнрих II фон Изенбург-Бюдинген, бургграф на Гелнхаузен († 1378/1379) и Аделхайд фон Ханау-Мюнценберг († 1378). Те имат децата:
- Мария фон Бикенбах († 19 август 1397), омъжена 1390 г. за шенк Еберхард X фон Ербах (* пр. 1388; † 1418), син на шенк Хайнрих I фон Ербах († 1387)
- Дитрих II фон Бикенбах (* пр. 1388; † 15 февруари 1422), господар на Шилдек, женен за Барбара фон Бибра (* пр. 1403; † сл. 1431)
- Анна фон Бикенбах († сл. 1426)